# Sabina Veit
Sabina Veit (ur. 2 grudnia 1985 w Mariborze) – słoweńska lekkoatletka specjalizująca się w biegach sprinterskich.

## Życiorys
Urodziła się 2 grudnia 1985 roku w Mariborze. Do 2000 roku trenowała w klubie ŽŠD Maribor. W latach 2001–2009 reprezentowała barwy klubu AK Poljane z Mariboru. Od litopada 2009 roku trenowała w AD Štajerska Maribor.
Karierę międzynarodową rozpoczęła od występy na mistrzostwach świata juniorów w Grosseto w 2004 roku, podczas których odpadła w eliminacjach biegu na 200 metrów. W lipcu 2007 roku wzięła udział w młodzieżowych mistrzostwach Europy, odpadając w eliminacjach biegu na 200 metrów oraz na 400 metrów. W sierpniu w Bangkoku, wystartowała w zawodach letniej uniwersjady, awansując do półfinału biegu na 100 metrów oraz zajmując 5. miejsce w finale biegu na 200 metrów. Rok później zadebiutowała na igrzyskach olimpijskich, odpadając w preeliminacjach biegu na 200 metrów rozgrywanego na Stadionie Narodowym w Pekinie. W lipcu 2009 roku zdobyła brązowy medal biegu na 200 metrów rozgrywanego na uniwersjadzie w Belgradzie. W sierpniu podczas mistrzostw świata w Berlinie odpadła w eliminacjach biegu na 200 metrów. W kolejnym sezonie startowała w mistrzostwach Europy w Barcelonie, odpadając w eliminacjach biegu na 200 metrów oraz sztafety 4 x 100 metrów. W 2014 roku ponownie wystąpiła w europejskim czempionacie. Na imprezie w Zurychu awansowała do półfinału biegu na 200 metrów. Rok później odpadła w eliminacjach biegu na 200 metrów podczas mistrzostw świata w Pekinie. Sezon 2016 był ostatnim w jej zawodowej karierze. W lipcu awansowała do półfinału mistrzostw Europy w Amsterdamie. Karierę zwieńczyła występem w eliminacjach biegu na 200 metrów podczas igrzysk olimpijskich w Rio de Janeiro.
Srebrna medalistka igrzysk śródziemnomorskich (2009) w biegu na 200 metrów. Reprezentowała Słowenię w pucharze Europy oraz drużynowych mistrzostwach Europy. Startowała w mistrzostwach krajów bałkańskich oraz halowych mistrzostwach krajów bałkańskich.
Wielokrotna mistrzyni Słowenii w biegu na 100, 200 oraz 400 metrów oraz halowa mistrzyni Słowenii na 400 metrów.

## Rezultaty
| Rok  | Impreza                               | Miejsce          | Konkurencja        | Pozycja       | Wynik   |
| ---- | ------------------------------------- | ---------------- | ------------------ | ------------- | ------- |
| 2004 | Mistrzostwa świata juniorów           | Grosseto         | bieg na 200 m      | eliminacje    | 24,63   |
| 2005 | I liga Pucharu Europy                 | Gävle            | bieg na 100 m      | 5. miejsce    | 12,28   |
| 2005 | I liga Pucharu Europy                 | Gävle            | sztafeta 4 x 100   | 4. miejsce    | 45,24   |
| 2005 | I liga Pucharu Europy                 | Gävle            | sztafeta 4 x 400   | 8. miejsce    | 3:43,16 |
| 2007 | I liga Pucharu Europy                 | Mediolan         | bieg na 200 m      | 6. miejsce    | 24,02   |
| 2007 | Młodzieżowe mistrzostwa Europy        | Debreczyn        | bieg na 200 m      | eliminacje    | 23,95   |
| 2007 | Młodzieżowe mistrzostwa Europy        | Debreczyn        | bieg na 400 m      | eliminacje    | DNF     |
| 2007 | Uniwersjada                           | Bangkok          | bieg na 100 m      | półfinał      | 11,91   |
| 2007 | Uniwersjada                           | Bangkok          | bieg na 200 m      | 5. miejsce    | 23,77   |
| 2008 | II liga Pucharu Europy                | Bańska Bystrzyca | bieg na 200 m      | 1. miejsce    | 23,42   |
| 2008 | II liga Pucharu Europy                | Bańska Bystrzyca | bieg na 400 m      | 1. miejsce    | 53,68   |
| 2008 | Igrzyska olimpijskie                  | Pekin            | bieg na 200 m      | preeliminacje | 23,62   |
| 2009 | I liga drużynowych mistrzostw Europy  | Bergen           | bieg na 200 m      | 3. miejsce    | 23,96   |
| 2009 | I liga drużynowych mistrzostw Europy  | Bergen           | bieg na 400 m      | 8. miejsce    | 55,29   |
| 2009 | Igrzyska śródziemnomorskie            | Pescara          | bieg na 200 m      | 2. miejsce    | 23,45   |
| 2009 | Uniwersjada                           | Belgrad          | bieg na 200 m      | 3. miejsce    | 23,34   |
| 2009 | Mistrzostwa świata                    | Berlin           | bieg na 200 m      | eliminacje    | 23,77   |
| 2010 | I liga drużynowych mistrzostw Europy  | Budapeszt        | bieg na 200 m      | 9. miejsce    | 23,72   |
| 2010 | I liga drużynowych mistrzostw Europy  | Budapeszt        | bieg na 400 m      | 8. miejsce    | 54,54   |
| 2010 | I liga drużynowych mistrzostw Europy  | Budapeszt        | sztafeta 4 x 100 m | 7. miejsce    | 45,40   |
| 2010 | Mistrzostwa Europy                    | Barcelona        | bieg na 200 m      | eliminacje    | 23,78   |
| 2010 | Mistrzostwa Europy                    | Barcelona        | sztafeta 4 x 100 m | eliminacje    | 44,30   |
| 2011 | I liga drużynowych mistrzostw Europy  | Izmir            | bieg na 100 m      | 7. miejsce    | 11,67   |
| 2011 | I liga drużynowych mistrzostw Europy  | Izmir            | bieg na 200 m      | 2. miejsce    | 23,41   |
| 2011 | I liga drużynowych mistrzostw Europy  | Izmir            | sztafeta 4 x 100 m | –             | DQ      |
| 2013 | II liga drużynowych mistrzostw Europy | Kowno            | bieg na 200 m      | 4. miejsce    | 23,83   |
| 2013 | II liga drużynowych mistrzostw Europy | Kowno            | sztafeta 4 x 100 m | 1. miejsce    | 44,73   |
| 2013 | Igrzyska śródziemnomorskie            | Mersin           | bieg na 200 m      | 6. miejsce    | 23,75   |
| 2013 | Igrzyska śródziemnomorskie            | Mersin           | sztafeta 4 x 100 m | 4. miejsce    | 45,71   |
| 2014 | Halowe mistrzostwa krajów bałkańskich | Stambuł          | bieg na 60 m       | 5. miejsce    | 7,55    |
| 2014 | I liga drużynowych mistrzostw Europy  | Tallinn          | bieg na 100 m      | 8. miejsce    | 11,62   |
| 2014 | I liga drużynowych mistrzostw Europy  | Tallinn          | sztafeta 4 x 100 m | 6. miejsce    | 45,09   |
| 2014 | Mistrzostwa Europy                    | Zurych           | bieg na 200 m      | półfinał      | 23,99   |
| 2015 | Halowe mistrzostwa krajów bałkańskich | Stambuł          | bieg na 60 m       | 6. miejsce    | 7,56    |
| 2015 | Mistrzostwa krajów bałkańskich        | Pitești          | bieg na 200 m      | 4. miejsce    | 23,38   |
| 2015 | Mistrzostwa świata                    | Pekin            | bieg na 200 m      | eliminacje    | 23,18   |
| 2016 | Mistrzostwa Europy                    | Amsterdam        | bieg na 200 m      | półfinał      | 23,72   |
| 2016 | Igrzyska olimpijskie                  | Rio de Janeiro   | bieg na 200 m      | eliminacje    | 23,75   |

## Rekordy życiowe
- bieg na 60 metrów (hala) – 7,44 (14 lutego 2015, Lublana)
- bieg na 100 metrów (stadion) – 11,49 (30 maja 2015, Slovenska Bistrica)
- bieg na 200 metrów (stadion) – 22,74 (20 lipca 2008, Maribor)
- bieg na 400 metrów (stadion) – 53,68 (21 czerwca 2008, Bańska Bystrzyca)
- bieg na 400 metrów (hala) – 56,63 (16 lutego 2008, Wiedeń)